# Valga (Estónia)
Valga (em alemão: Walk) é um município urbano estoniano, capital da região de Valga no sul do país. Ocupa uma área de 16,5 km² na fronteira sul com a Letônia e está distante da capital Tallinn cerca de 245 km. Segundo estimativas para 2007 ele possui uma população de 13.862 habitantes . Valga e a cidade de Valka no norte da Letônia foram uma única cidade, até a sua separação em 1920.

## Geografia
Valga está situada na junção de rodovias e ferrovias. A rodovia Tallinn-Tartu-Riga é conectada via Tapa com a principal linha férrea Tallinn-Narva-São Petersburgo. Valga é uma junção de rodovias internacionais. Uma vez que não existe estação ferroviária em Valka, os trens vindos da Letônia dirigem-se diretamente para Lugaži, que é o terminal da linha ferroviária letã. Durante a Guerra Fria, Valga possuía uma base aérea localizada a apenas três quilômetros da divisa com a Letônia.
A distância para Tartu é de 89 km, Pärnu 144 km, Tallinn 245 km, Riga 175 km e Pskov 170 km.

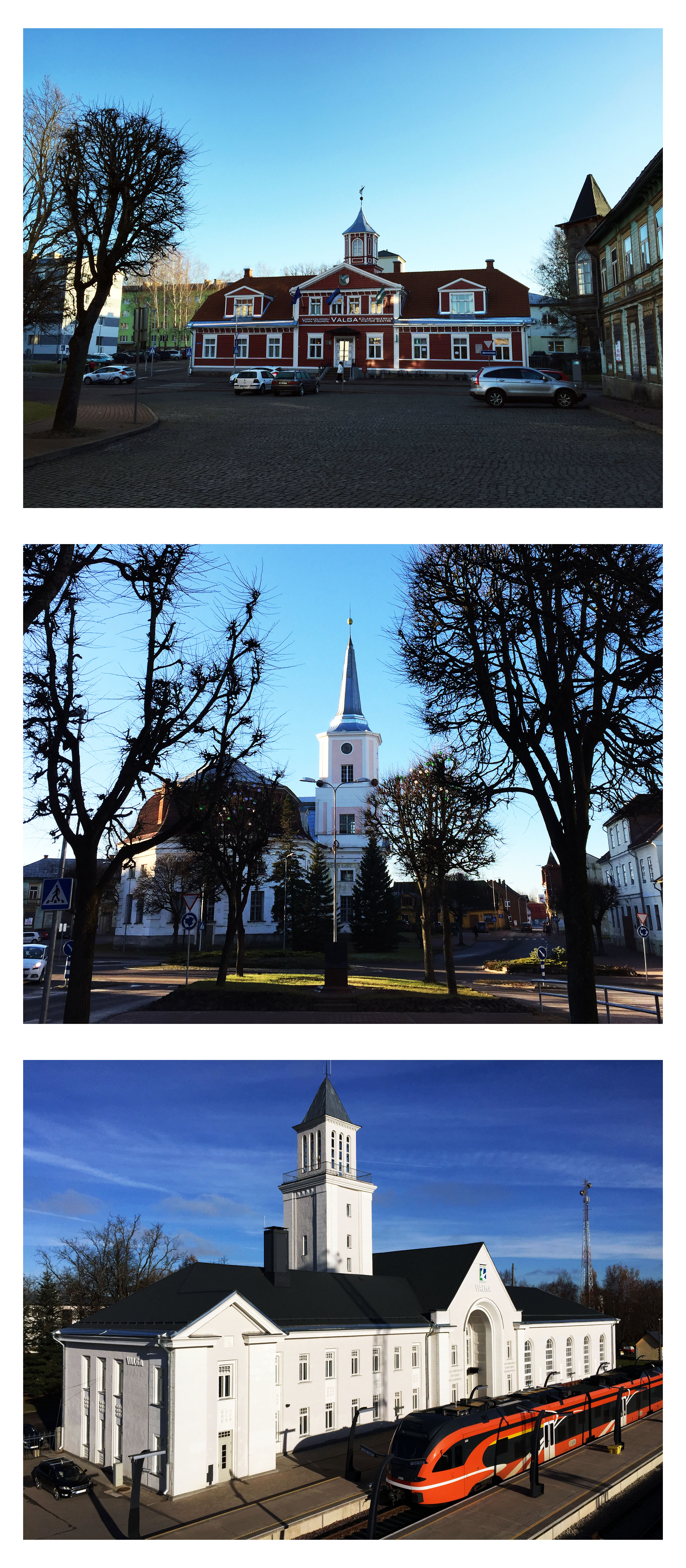
Valga town hall, railway station and Jaani church

## História
A cidade histórica de Valga foi separada em 1 de julho de 1920, ficando uma parte da cidade (posteriormente chamada de Valka) para a Letônia. O rio Pedel, que atravessa a cidade já foi a divisa entre as regiões de Sakala e Ugandi na Idade Média.  
Valga foi pela primeira vez mencionada (com o nome alemão de Walk) como ponto de comércio no Livro de Créditos de Riga de 1286, mas tornou-se cidade apenas em 11 de junho de 1584 pelo rei polonês Stefan Batory. Para comemorar esta data, um monumento em homenagem a Stefan Batory foi instalado em frente à igreja de São João no centro da cidade em 2003.  
Valga estava situada no meio da Livônia e era uma importante rota de comércio ligando Riga com Tartu, Tartu com Tallinn e Narva, através de rios, com Pskov. Uma rota mais direta para Pskov era feita através de Vastseliina. Posteriormente, as ferrovias desempenhariam um importante papel no desenvolvimento da cidade. 
Valga não possuía castelos ou muralhas protetoras da cidade com torres, como era comum para uma cidade medieval. Portanto, sofreu seguidas invasões em 1298, 1329, 1345 pelos lituanos comandados pelos Grão-Duques Gediminas e Algirdas. Em 1419 tornou-se sede da Landtag da Confederação da Livônia e a partir de então foi destruída e incendiada muitas vezes, agora pelos russos. Até que em 1558, durante a Guerra da Livônia, o povoado medieval de Walk foi completamente destruído.
Em 1626 após a Guerra poloco-sueca, Valga passou a ser controlada pela Suécia. A última grande destruição da cidade ocorreu por ocasião da Grande Guerra do Norte em 1708, quando toda a Estônia passou para o domínio russo. O fato de Valga continuar a existir após essa série de destruições, talvez seja devido a sua localização econômica estratégica. 
Em 1783 foi criado o distrito de Valga durante a regência de Catarina II. O crescimento da população de Valga foi relativamente lento – aproximadamente oitenta habitantes por ano. Sua fase de maior crescimento foi devido a chegada da ferrovia em 1889 e da conseqüente criação de empregos na rede ferroviária em 1890. A partir dali a população cresceu rapidamente. Atualmente, há cerca de 13.862 habitantes em Valga, sendo que 39% deles não são de etnia estoniana.
Durante a Primeira Guerra Mundial, um dirigível alemão voou sobre a cidade e lançou quarenta bombas, sem contudo atingir o alvo, a estação ferroviária. Em 12 de fevereiro de 1918 o Exército alemão ocupou a cidade. Após o final da guerra as novas fronteiras entre a Estônia e a Letônia são fixadas pelo Reino Unido e a cidade em 1 de julho de 1920 é dividida.
No início da Segunda Guerra Mundial, os soviéticos ocupam a cidade e dão início a deportação em massa de cidadãos da Estônia e da Letônia de Valga/Valka. Em 9 de julho de 1941 Valga é ocupada pelas tropas alemãs. Em 19 de setembro de 1944 Valga é libertada dos alemães e imediatamente é reocupada pelos soviéticos, assim como toda a Estônia.
Em 24 de maio de 1992, a base aérea russa em Valga é desativada e torna-se um posto de guarda de fronteira. No ano seguinte acontecem as primeiras eleições livres para o Conselho Municipal, após a restauração da independência da Estônia.

## Cultura, Educação e Desporto
Desde 1944, o jornal local, "Valgamaalane", tem sido publicado (três vezes por semana). Desde 2003, há também o jornal local "Walk" (em língua russa). Há também um correspondente oficial local da Televisão da Estônia (Eesti Televisioon) e uma estação de rádio local - "Raadio Ruut".
Valga concluiu vários acordos de cooperação. O mais recente (de 1995) com a cidade vizinha de Valka. Há também acordos de cooperação com Oakland, Maryland (EUA) e a comuna de Östhammar (Suécia). Existe uma relação amigável de muitos anos com a comuna de Hallsberg na Suécia e as cidades de Lübz na Alemanha e Tornio na Finlândia.
Valga está desenvolvendo-se rapidamente. Desde 1996, a qualidade de vida da população tem melhorado devido a renovação de muitos edifícios, incluindo a Biblioteca Central, o Estádio de Valga, o Museu, o Hospital de Valga e o Centro de Cultura e Lazer. Aos poucos, as escolas e jardins de infância estão sendo também modernizados. Desde 2003, uma nova estação de tratamento de água melhorou significativamente a qualidade da água da cidade.
No setor privado, há grandes investimentos no comércio, indústria elétrica e florestal.

## Referência
1. 1 2  Statistics Estonia - Dados de 1 de janeiro de 2007 calculados com base nos dados ajustados do censo populacional de 2000.
2. ↑  «Embaixada dos Estados Unidos na Estônia». Consultado em 11 de setembro de 2007. Arquivado do original em 20 de julho de 2008